# Nikolai Topor-Stanley
Nikolai Topor-Stanley (Canberra, 11 de mayo de 1985) es un futbolista profesional australiano. Juega de defensa central en el Newcastle Jets de la A-League.

## Biografía
Topor-Stanley tiene padre mauriciano y madre germano-polaca. Comenzó a jugar al fútbol en Canberra y despuntó como defensa central en dos equipos de Nueva Gales del Sur: el Belconnen United (2004) y el Manly United (2005). A raíz de sus actuaciones en este último, fue convocado por la selección de Australia para la Copa Mundial Juvenil de 2005.
El Sydney F. C. de la A-League le ofreció debutar en la liga profesional el 15 de julio de 2006. Tiempo atrás ya había entrenado con el primer equipo, pero no le pudieron ofrecer un contrato a tiempo completo por la regla de límite salarial. Una semana después marcó el primer gol de su nueva carrera. Al finalizar la campaña había disputado un total de 14 partidos. No obstante, no llegó a un acuerdo de renovación y fue traspasado en 2007 al Perth Glory por dos años. 
En 2009 recaló en el Newcastle Jets, en el que permaneció durante tres campañas hasta que el 30 de junio de 2012 firmó por el Western Sydney Wanderers, una franquicia de reciente creación. En todo este tiempo ha sido una de las piezas clave de un plantel que obtuvo resultados importantes pese a su corta historia, como dos subcampeonatos de la A-League y el triunfo en la Liga de Campeones de la AFC de 2014. En la temporada 2014-15 fue nombrado capitán y participó en la Copa Mundial de Clubes.

## Selección nacional
Topor-Stanley es internacional por la selección de Australia, para la que ha disputado tres partidos. 
Durante muchos años ha formado parte de las categorías inferiores, con dos convocatorias en la sub-20 y veintiséis en la sub-23. Su debut con la absoluta se produjo el 26 de marzo de 2008, en un partido clasificatorio para el Mundial contra Singapur. Meses después viajó con la sub-23 para los Juegos Olímpicos de 2008.
En 2014 el seleccionador nacional, Ange Postecoglou, desveló que Nikolai era una de sus opciones para la Copa Mundial de Fútbol de 2014. Sin embargo, el defensor sufrió una lesión de rodilla en la final de la A-League y no pudo ser convocado.

## Estadísticas

### Clubes
| Club | Div           | Temporada     | Liga  | Liga  | Copas nacionales(1) | Copas nacionales(1) | Torneos internacionales(2) | Torneos internacionales(2) | Total | Total |
| Club | Div           | Temporada     | Part. | Goles | Part.               | Goles               | Part.                      | Goles                      | Part. | Goles |
| --- | ------------- | ------------- | ----- | ----- | ------------------- | ------------------- | -------------------------- | -------------------------- | ----- | ----- |
| Sydney F. C. Australia |               |               |       |       |                     |                     |                            |                            |       |       |
| 1ª | 2006–07       | 14            | 0     | 6     | 1                   | -                   | -                          | 20                         | 1     |       |
| Total club | Total club    | 14            | 0     | 6     | 1                   | -                   | -                          | 21                         | 1     |       |
| Perth Glory Australia |               |               |       |       |                     |                     |                            |                            |       |       |
| 1ª | 2007-08       | 16            | 0     | 4     | 0                   | -                   | -                          | 20                         | 0     |       |
| 1ª | 2008-09       | 21            | 0     | -     | -                   | -                   | -                          | 21                         | 0     |       |
| Total club | Total club    | 37            | 0     | 4     | 0                   | -                   | -                          | 41                         | 0     |       |
| Newcastle Jets Australia |               |               |       |       |                     |                     |                            |                            |       |       |
| 1ª | 2008-09       | -             | -     | -     | -                   | 6                   | 0                          | 6                          | 0     |       |
| 1ª | 2009-10       | 28            | 0     | -     | -                   | -                   | -                          | 28                         | 0     |       |
| 1ª | 2010-11       | 28            | 2     | -     | -                   | -                   | -                          | 28                         | 2     |       |
| 1ª | 2011-12       | 25            | 2     | -     | -                   | -                   | -                          | 25                         | 2     |       |
| Total club | Total club    | 81            | 4     | -     | -                   | 6                   | 0                          | 87                         | 4     |       |
| Western Sydney Wanderers Australia |               |               |       |       |                     |                     |                            |                            |       |       |
| 1ª | 2012-13       | 29            | 1     | -     | -                   | -                   | -                          | 29                         | 1     |       |
| 1ª | 2013-14       | 28            | 2     | -     | -                   | 9                   | 1                          | 37                         | 3     |       |
| Total club | Total club    | 57            | 3     | 0     | 0                   | 9                   | 1                          | 67                         | 4     |       |
| Total carrera | Total carrera | Total carrera | 189   | 7     | 11                  | 1                   | 15                         | 1                          | 215   | 96    |
| (1) Incluye datos de la Copa de Pretemporada de la A-League (2006-09). (2) Incluye datos de Liga de Campeones de la AFC (2009 y 2014). |               |               |       |       |                     |                     |                            |                            |       |       |